# 청남중학교
청남중학교(靑南中學校)는 충청남도 청양군 청남면 청소리에 있었던 공립 중학교이다.

## 학교 연혁
- 1982년 11월 25일 : 학교 설립 인가 (9학급)
- 1983년 3월 10일 : 개교 및 입학식
- 1999년 3월 1일 : 학급 감축 인가 (3학급 인가)
- 2018년 3월 1일 : 제16대 홍진구 교장 부임
- 2019년 1월 7일 : 제34회 졸업식(5명) 총 졸업생수 1,990명
- 2019년 3월 4일 : 2019학년도 입학식
- 2020년 2월 29일 : 폐교 및 정산중학교와 통합[2], 37년만에 폐업

## 참고 자료
- 청남중학교 - 한국교육학술정보원 학교알리미